# Kalender von Tenos
Der Kalender von Tenos ist ein griechischer Kalender aus der ionischen Kalendergruppe, der auf der Kykladeninsel Tenos in Gebrauch war.
Die Kalenderdaten sind von einer Inschrift aus dem 3. Jahrhundert v. Chr. bekannt, in der in zwei Reihen die Verkäufe des Jahres aufgelistet werden, in dem der Archon Ameinolas im Amt war. In der unvollständig erhaltenen Inschrift werden neun verschiedene Monatsnamen genannt, die Reihenfolge der Monate konnte durch Vergleich mit anderen ionischen Kalendern bis auf wenige Ausnahmen bestimmt werden. 
Umstritten ist der Anfang des tenischen Jahres. Einerseits spricht die Tatsache, dass beide Reihen der Inschrift mit dem Monat Artemision beginnen für diesen Monat, für den Buphonion spricht, dass der eponyme Archon immer nach diesem Namen steht. Gegen beide Deutungen spricht der dürftige Befund, da beide Hinweise auch nur zufällig auf dieser einen Inschrift aufgetreten sein können. Eine Glosse bei Hesychios von Alexandria legt hingegen den Apellaion nahe, was dadurch gestützt wird, dass der Apellaion der einzige Monatsname ist, der nicht dem Korpus der ionischen Monatsnamen entstammt. Er ist ein häufig anzutreffender Name der westgriechischen Kalender, benannt ist er nach dem Fest Apellai, in dem die Epheben am Jahresanfang unter die Vollbürger aufgenommen wurden. Ob es sich auf Tenos ähnlich verhielt, ist jedoch spekulativ, sodass die Frage nach dem Jahresanfang offenbleiben muss.
Da die einzige Quelle nur korrupt überliefert ist, sind nicht alle Monatsnamen bekannt. Zudem bestehen Unsicherheiten über die Platzierung einiger Monate. Als Referenzkalender zur Verortung der Monate im Jahr dient als am besten bekannter ionischer Kalender der attische Kalender. Der Hekatombaion entspricht im julianischen Kalender ungefähr der Monat Juli.
| Kalender von Tenos                                  | Attischer Kalender |
| --------------------------------------------------- | ------------------ |
| Apellaion (Ἀπελλαιών) oder Eleithyaion (Ἐλειθυαιών) | Hekatombaion       |
| Heraion (Ἡραιών)                                    | Metageitnion       |
| Buphonion (Βουφονιών)                               | Boëdromion         |
| Apaturion? (Ἀπατουριών)                             | Pyanopsion         |
| Apaturion? (Ἀπατουριών)                             | Maimakterion       |
| Posideon (Ποσιδεών)                                 | Poseideon          |
| ?                                                   | Gamelion           |
| Anthesterion (Ἀνθεστηριών)                          | Anthesterion       |
| Artemision? (Ἀρτεμισιών)                            | Elaphebolion       |
| Artemision? (Ἀρτεμισιών)                            | Munichion          |
| Targelion (Ταργηλιών)                               | Thargelion         |
| Apellaion (Ἀπελλαιών) oder Eleithyaion (Ἐλειθυαιών) | Skirophorion       |